# Thelypteris albicaulis
Thelypteris albicaulis là một loài thực vật có mạch trong họ Thelypteridaceae. Loài này được (Fée) A.R. Sm. miêu tả khoa học đầu tiên năm 1971.